# Coupe des Bermudes de football
La Coupe des Bermudes de football – Bermuda FA Cup ou BFA Cup en anglais – est une compétition de football à élimination directe, fondée en 1955.

## Histoire
Un premier tournoi de coupe eut lieu en 1925, même si on ignore le nom de cette compétition. Cependant, il faut encore attendre 30 ans pour voir la première édition de la BFA Cup dont le premier champion est le Bermuda AA Wanderers.
Dans les années 1960, trois clubs remportent la coupe trois fois d'affilée: le PHC Zebras – qui est le club le plus titré avec 11 trophées – de 1960 à 1962; le Young Men's Social Club, de 1963 à 1965 puis le Somerset Trojans, de 1968 à 1970. Cette performance n'a plus été rééditée depuis, même si le North Village Rams réussit l'exploit de s'octroyer quatre trophées sur cinq entre 2002 et 2006.

## Palmarès

### Par édition
- 1955/56 : Bermuda AA 3-2 Southampton Rangers
- 1956/57 : PHC Zebras 4-3 Pembroke Juniors
- 1957/58 : Wellington Rovers 4-2 Bermuda AA Wanderers
- 1958/59 : Dock Hill Rangers 3-1 Devonshire Lions
- 1959/60 : PHC Zebras 5-3 Dock Hill Rangers
- 1960/61 : PHC Zebras 2-1 Young Men's Social Club
- 1961/62 : PHC Zebras 4-3 West End
- 1962/63 : Young Men's Social Club 3-1 Pembroke Juniors
- 1963/64 : Young Men's Social Club 3-1 Dock Hill Rangers
- 1964/65 : Young Men's Social Club 3-1 Dock Hill Rangers
- 1965/66 : Casuals SC 2-1 North Village
- 1966/67 : PHC Zebras 3-2 Devonshire Colts
- 1967/68 : Somerset Trojans 3-2 Devonshire Colts
- 1968/69 : Somerset Trojans 6-0 Southampton Rangers
- 1969/70 : Somerset Trojans 3-1 Academicals
- 1970/71 : PHC Zebras 1-0 Devonshire Colts
- 1971/72 : Somerset Trojans 0-0 / 2-2 / 4-1 PHC Zebras
- 1972/73 : Devonshire Colts 2-2 / 2-1 PHC Zebras
- 1973/74 : Devonshire Colts 3-0 WWC
- 1974/75 : PHC Zebras 3-1 Somerset Trojans
- 1975/76 : Somerset Trojans 2-1 Devonshire Colts
- 1976/77 : Somerset Trojans 3-1 Southampton Rangers
- 1977/78 : North Village 3-1 PHC Zebras
- 1978/79 : Somerset Trojans 4-0 Devonshire Cougars
- 1979/80 : PHC Zebras 4-1 Warwick
- 1980/81 : Vasco da Gama 3-1 Somerset Trojans
- 1981/82 : Vasco da Gama 3-1 PHC Zebras
- 1982/83 : North Village 2-1 Vasco da Gama
- 1983/84 : Southampton Rangers 1-1 / 2-0 Devonshire Colts
- 1984/85 : Hotels International FC 2-1 PHC Zebras
- 1985/86 : North Village 2-0 Vasco da Gama
- 1986/87 : Dandy Town Hornets 2-2 1-0 PHC Zebras
- 1987/88 : Somerset Trojans 0-0 / 2-1 Devonshire Colts
- 1988/89 : North Village 2-1 PHC Zebras
- 1989/90 : Somerset Trojans 2-0 Dandy Town Hornets
- 1990/91 : Boulevard Blazers 1-1 / 2-0 PHC Zebras
- 1991/92 : PHC Zebras 2-1 Dandy Town Hornets
- 1992/93 : Boulevard Blazers 4-1 Devonshire Colts
- 1993/94 : Vasco da Gama 2-1 Dandy Town Hornets
- 1994/95 : Vasco da Gama 2-0 Devonshire Cougars
- 1995/96 : Boulevard Blazers 2-1 Southampton Rangers
- 1996/97 : Boulevard Blazers 3-2 ap Wolves
- 1997/98 : Vasco da Gama 2-1 ap Devonshire Colts
- 1998/99 : Devonshire Colts 1-0 Dandy Town Hornets
- 1999/00 : North Village 2-1 ap Devonshire Colts
- 2000/01 : Devonshire Colts 3-1 North Village
- 2001/02 : North Village 3-0 Dandy Town Hornets
- 2002/03 : North Village 5-1 Prospect
- 2003/04 : Dandy Town Hornets 3-3 ap / 2-1 ap Devonshire Cougars
- 2004/05 : North Village 2-0 Hamilton Parish
- 2005/06 : North Village 4-1 Dandy Town Hornets
- 2006/07 : Devonshire Colts 2-0 ap Boulevard Blazers
- 2007/08 : PHC Zebras 2-0 Dandy Town Hornets
- 2008/09 : Boulevard Blazers 5-3 Dandy Town Hornets
- 2009/10 : Devonshire Cougars 2-2 (tab 5-3) Somerset Eagles
- 2010/11 : Devonshire Cougars 4-1 Southampton Rangers
- 2011/12 : Dandy Town Hornets 5-2 North Village
- 2012/13 : Devonshire Cougars 3-0 Somerset Eagles
- 2013/14 : Dandy Town Hornets 1-0 North Village
- 2014/15 : Dandy Town Hornets 3-1 Flanagan's Onion
- 2015/16 : Robin Hood FC 2-0 Dandy Town Hornets
- 2016/17 : PHC Zebras 1-0 ap North Village
- 2017/18 : Robin Hood FC 1-0 Southampton Rangers
- 2018/19 : Robin Hood FC 3-2 X-Roads Warriors

### Par club
| Club                    | Nombre de titres | Années                                                           |
| ----------------------- | ---------------- | ---------------------------------------------------------------- |
| PHC Zebras              | 11               | 1957, 1960, 1961, 1962, 1967, 1971, 1975, 1980, 1992, 2008, 2017 |
| North Village Rams      | 9                | 1978, 1983, 1986, 1989, 2000, 2002, 2003, 2005, 2006             |
| Somerset Trojans        | 9                | 1968, 1969, 1970, 1972, 1976, 1977, 1979, 1988, 1990             |
| Devonshire Colts        | 5                | 1973, 1974, 1999, 2001, 2007                                     |
| Vasco da Gama           | 5                | 1981, 1982, 1994, 1995, 1998                                     |
| Boulevard Blazers       | 5                | 1991, 1993, 1996, 1997, 2009                                     |
| Dandy Town Hornets      | 5                | 1987, 2004, 2012, 2014, 2015                                     |
| Devonshire Cougars      | 3                | 2010, 2011, 2013                                                 |
| Young Men's Social Club | 3                | 1963, 1964, 1965                                                 |
| Robin Hood FC           | 3                | 2016, 2018, 2019                                                 |
| Bermuda AA Wanderers    | 1                | 1956                                                             |
| Wellington Rovers       | 1                | 1958                                                             |
| Dock Hill Rangers       | 1                | 1959                                                             |
| Casuals SC              | 1                | 1966                                                             |
| Southampton Rangers     | 1                | 1984                                                             |
| Hotels International FC | 1                | 1985                                                             |